# Ave, Caesar, morituri te salutant

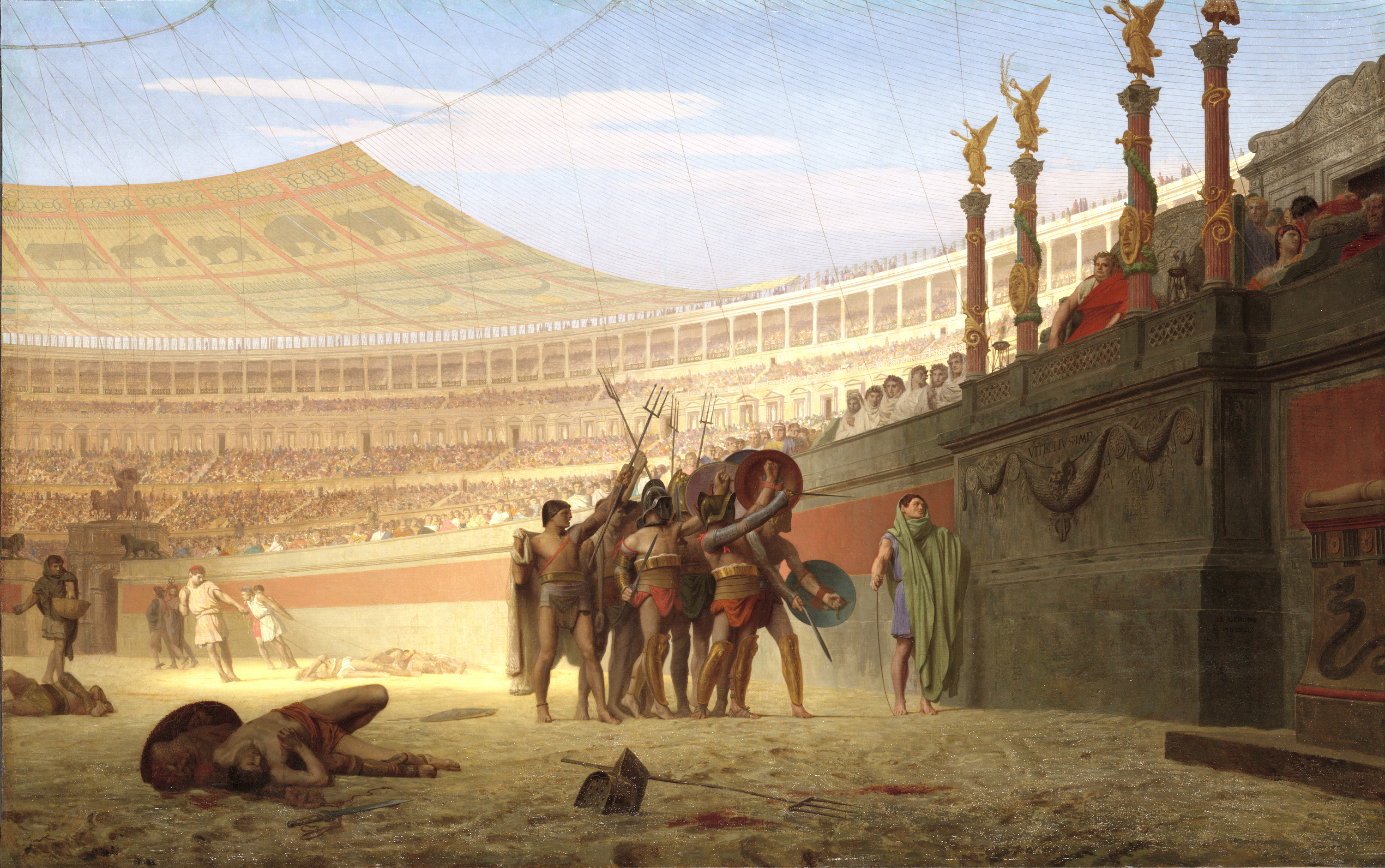
LAve Caesar, morituri te salutant indirizzato dai gladiatori a Vitellio, nella visione artistica di Jean-Léon Gérôme (1859)

Ave, Caesar, morituri te salutant (pronuncia classica o restituta: [ˈaweː ˈkae̯sar moriˈtuːriː teː saˈluːtant], lett. "Ave, Cesare, i morituri ti salutano") è, per tradizione, considerata la frase latina che i gladiatori indirizzavano all'imperatore prima dell'inizio dei giochi gladiatòri.

## Equivoci
Una tale tradizione non ha attestazioni letterarie se non in Svetonio, De Vita Caesarum, 5 (Divus Claudius), 21, 6.
L'originale svetoniano è tuttavia leggermente diverso dalla forma tramandata: "Ave imperator, morituri te salutant!". L'invocazione è rivolta all'imperatore Claudio ed è pronunciata non da gladiatori ma dai condannati a morte che in un'occasione unica e molto particolare, l'inaugurazione dei cunicoli di Claudio per prosciugare nel 52 il lago Fucino, si apprestavano a partecipare alla naumachia appositamente indetta dall'imperatore romano.
L'interpretazione tradizionale è quindi da considerarsi molto probabilmente errata o modificata, in assenza di ulteriori attestazioni a supporto.